# Wahlkreis Bautzen I
Der Wahlkreis Bautzen I war ein Landtagswahlkreis zur Landtagswahl in Sachsen 1990, der ersten Landtagswahl nach der Wiedergründung des Landes Sachsen. Er hatte die Wahlkreisnummer 32.
Der Wahlkreis umfasste Teile des Landkreises Bautzen: Bautzen, Commerau b. Klix, Crosta, Doberschau, Großdubrau, Klix, Luppa, Luttowitz, Milkel, Neudorf/Spree, Niedergurig, Oppitz, Quatitz, Sdier und Stiebitz.
Für die Landtagswahlen 1994 wurde auch infolge der Kreisreform die Wahlkreisstruktur verändert, zudem wurde die Zahl der Wahlkreise von 80 auf 60 verringert. Das Gebiet des Wahlkreises Bautzen I wurde 1994 Teil des Wahlkreises Bautzen 2.

## Ergebnisse
Die Landtagswahl 1990 fand am 14. Oktober 1990 statt und hatte folgendes Ergebnis für den Wahlkreis Bautzen I:
| Direktkandidat  | Partei (Kürzel) | Erststimmen (%) | Zweitstimmen (%) |
| --------------- | --------------- | --------------- | ---------------- |
|                 | DA              | 01,1            | 00,5             |
| Marko Schiemann | CDU             | 50,0            | 53,8             |
|                 | Chr. L          | -               | 00,5             |
|                 | DBU             | 00,8            | 00,7             |
|                 | DSU             | 04,9            | 04,0             |
|                 | F.D.P.          | 08,1            | 04,2             |
|                 | LL-PDS          | 13,4            | 12,8             |
|                 | NPD             | -               | 00,8             |
|                 | FORUM           | 07,4            | 05,9             |
|                 | RAP             | -               | 00,1             |
|                 | SHB             | -               | 00,1             |
|                 | SPD             | 14,3            | 16,1             |

Es waren 43.593 Personen wahlberechtigt. Die Wahlbeteiligung lag bei 72,7 %. Von den abgegebenen Stimmen waren 2,4 % ungültig. Als Direktkandidat wurde Marko Schiemann (CDU) gewählt. Er erreichte 50,0 % aller gültigen Stimmen.